# حرب أوترخت الأهلية الأولى
اندلعت الحرب الأهلية الأولى في أوترخت (والتي تسمى أيضًا صراع بورغوندي-فان بريديرود ) بين عامي 1470 و 1474 عندما امتدت حروب السنارة والقد إلى أسقفية أوتريخت .
تم تعيين ديفيد بورغوندي، الابن غير الشرعي لفيليب الصالح ، دوق بورغوندي أسقفًا لأوترخت في عام 1456 بدعم من اتحاد القد. ومع ذلك، فإن فصول أوتريخت قد انتخبت العميد المفضل لدى اتحاد الهوك غيسبرشت فان بريديرود أسقفًا. لكن فيليب الصالح استخدم القوة لجعل تعيين ديفيد مقبولاً.
ومع ذلك، ظلت المعارضة ضد حكمه، ووجد ديفيد بورغوندي أنه من الآمن مغادرة مدينة أوتريخت والإقامة في فايك باي ديورستيده . كانت عائلة فان بريديرود هي مركز المعارضة.
في عام 1470 ، قام ديفيد بورغوندي بسجن جيجسبريخت فان بريديرود وشقيقه رينود الثاني فان بريديرود، وتعرضا للتعذيب. هذا الإجراء اثار العداء القديم مذ قرن من الزمان بين اتحاد الهوك الذين أيدوا أسرة بريديرود واتحاد القد الذي أيد بورغوندي. واندلعت الحرب الأهلية التي استمرت حتى عام 1474.
عاد الوضع على ما كان عليه، حتى اندلعت الحرب الأهلية الثانية في أوتريخت في عام 1481.